# Ленфилм
„Ленфилм“ (на руски: Ленфильм) е една от най-големите компании за производство на филми в Русия, възникнала от най-старото филмово студио в страната. Базирана е в Санкт Петербург.
През годините филмовото студио продуцира под различни имена:
- Фабрика «Севзапкино» (1922 – 1925)
- Фабрика «Ленинградкино» (1925 – 1926)
- Ленинградская фабрика «Совкино» (1926 – 1930)
- Ленинградская фабрика «Союзкино» (1930 – 1932)
- Ленинградская фабрика «Росфильм» (1932 – 1933)
- Ленинградская фабрика «Союзфильм» (1933 – 1934)
- Ленкинокомбинат (1934)
- Ленинградская фабрика «Ленфильм» (1934 – 1935)
- Ленинградская ордена Ленина кинофабрика «Ленфильм» (1935 – 1936)
- Ленинградская ордена Ленина киностудия «Ленфильм» (1936 – 1976)
- Ленинградская ордена Ленина и ордена Трудового Красного Знамени киностудия «Ленфильм» (1976 – 1933)
- Санкт-Петербургская киностудия «Ленфильм» (1994 – 1996)
- Санкт-Петербургское Государственное Унитарное предприятие «Киностудия „Ленфильм“» (1996 – 2003)
- ФГУП "Творческо-производственное объединение «Киностудия „Ленфильм“» (2003 – 2004)
- Открытое акционерное общество «Киностудия „Ленфильм“» (от 2004 г.).

Там са работили редица известни режисьори, включително Сергей Айзенщайн, Сергей Герасимов и Владимир Меншов. От самото начало „Ленфилм“ непрекъснато се развива в едно от водещите съветски, а по-късно и руски филмови студия и е продуцирало общо около 1500 филма.
От 2024 г. директор на студиото е Едуард Николаевич Суворов.